# 블랙 팬서 (마블 코믹스)
블랙 팬서(Black Panther)는 마블 코믹스의 슈퍼히어로이다. 본명은 트찰라(T'Challa)이고, 가상의 아프리카 부국 와칸다의 국왕이며, 온몸을 비브라늄 금속으로 감싼 슈퍼히어로다. 공동 작가 스탠 리와 잭 커비가 창작했으며, 1966년 7월 판타스틱 4 #52에서 처음으로 등장한다. 블랙 팬서는 마블 코믹스의 아프리카계 미국인 슈퍼 히어로 팔콘보다 무려 7년이나 앞서 등장한 미국 만화계의 메인 스트림 최초의 흑인 슈퍼히어로이다.

## 담당 배우

### 영화
- 캡틴 아메리카: 시빌 워 (2016) - 채드윅 보즈먼
  - 블랙 팬서 (2018) - 채드윅 보즈먼
  - 어벤져스: 인피니티 워 (2018) - 채드윅 보즈먼
  - 어벤져스: 엔드게임 (2019) - 채드윅 보즈먼

## 담당 성우

### TV 애니메이션
- 판타스틱 포(1994) - 키스 데이비드
- 슈퍼 히어로 스쿼드 쇼(2009) - 테이 디그스
- 아이언맨: 아머드 어드벤처(2009) - 제프리 보이어채프먼
- 어벤저스: 지구 최강의 영웅들(2010) - 제임스 C. 매시스 3세
- 디스크 전사 어벤저스(2014) - 오바 마히토/제임스 C. 매시스 3세
- 어벤저스: 울트론 레볼루션(2016) - 제임스 C. 매시스 3세
- 왓 이프...?(2021) - 채드윅 보즈먼

### 비디오 애니메이션
- 얼티밋 어벤저스 2(2006) - 제프리 D. 샘스

### 비디오 게임
- 마블 얼티밋 얼라이언스(2006) - 필 러마
- 마블 얼티밋 얼라이언스 2(2009) - 팀 러스
- 마블 히어로즈(2013) - 제임스 C. 매시스 3세
- 레고 마블 슈퍼 히어로즈(2013) - 존 에릭 벤틀리
- 마블 어벤져스(2020) - 크리스토퍼 저지

## 같이 보기
- 미국 만화